# Energía estática húmeda
La energía estática húmeda o Moist static energy (MSE) en inglés, es una variable termodinámica que describe el estado de una parcela de aire, y es similar a la temperatura potencial equivalente. La energía estática húmeda es una combinación de la entalpía de una parcela, debida a su energía interna, su energía potencial, debida a la altura de la parcela por encima de la superficie, y la energía latente debida a la presencia de vapor del agua en la parcela de aire. Es una variable útil para investigar la atmósfera porque, como otras variables similares, se conserva aproximadamente durante ascenso y descenso adiabáticos.
La energía estática húmeda, S, puede ser descrita como:
{\displaystyle S=C_{p}\cdot T+g\cdot z+L_{v}\cdot q}
dónde Cp es el calor específico del aire a presión constante, T es la temperatura de aire absoluta, g es la aceleración gravitacional estándar para la superficie de la Tierra, z es la altura geopotencial, Lv es el calor latente de evaporación/condensación, y q es la humedad específica del vapor de agua. Nótese que muchos textos utilizan la razón de mezcla, r, en lugar de la humedad específica, q, porque estos valores tienden a ser parecidos bajo condiciones atmosféricas normales, pero esto es una aproximación y no es estrictamente correcto.
A través del estudio de perfiles de energía estática húmeda, Herbert Riehl y Joanne Malkus determinaron en 1958 que torres calientes, núcleos pequeños de convección de aproximadamente 5 km (3.1 mi) de ancho que se extienden desde la capa límite planetaria hasta la tropopausa, son el principal mecanismo por el cual energía es transportada fuera de los trópicos a las latitudes medias. Más recientemente, simulaciones numéricas idealizadas de los trópicos indican que el balance de energía estática húmeda está dominado por advección, con flujo entrante somero en los 2 km (6,600 ft) más bajos de la atmósfera con flujo saliente concentrado aproximadamente 10 km (33,000 ft) por encima de la superficie. La energía estática húmeda también ha sido usada para estudiar la Oscilación Madden-Julian (MJO). Como en los trópicos, el presupuesto de energía estática húmeda en la MJO está dominado por advección, pero también está influienciado por la componente (impulsada por el viento) del flujo de calor latente en superficie. La relación entre el componente advectivo y el componente de calor latente influyen la duración de la MJO.